# هماكر
هنرك آرنت هماكر Henrik Arent Hamaker (1203 - 1251 هـ / 1789 - 1835 م) هو مستشرق هولندي.
ولد في أمستردام، وتُوفيّ في مدينة لايدن. جمع مختارات من بعض المخطوطات العربية، فألف منها كتابا سماه «خلاصة أخبار المسافر والعجم، في معرفة بلاد عراق العجم» كما عاون على وضع «فهرس المخطوطات العربية في مكتبة ليدن».